# Макаров, Роман Борисович
Роман Борисович Макаров (род. 29 января 2004, Энгельс, Саратовская область) — российский хоккеист, нападающий.

## Биография
Родился в Энгельсе, с детства жил в Саратове. Воспитанник саратовского «Кристалла». В 2017 году перешёл в систему ЦСКА. Сезон 2021/22 провёл в команде МХЛ «Красная армия». В следующем сезоне отыграл только 14 матчей в МХЛ и пять — в ВХЛ за команду «Звезда» — перед сезоном повредил мениск и сломал ногу в первом матче после Нового года. В начале мая 2023 года был обменян в «Амур» на денежную компенсацию. Сезон 2023/24 отыграл в команде МХЛ «Амурские тигры», провёл 9 матчей в КХЛ. В сезоне 2024/25 — игрок команды ВХЛ «Сокол» Красноярск.